# بول غاسكوين
بول غاسكوين (بالإنجليزية: Paul Gascoigne)‏، من مواليد 27 مايو 1967 في غاتيشيد في إنجلترا، لاعب كرة قدم إنجليزي سابق، ومدرب كرة قدم حالي.
بدأ مسيرته الكروية في عام 1985 مع نادي نيوكاسل يونايتد، ولعب معهم حتى عام 1988، وشارك معهم في 107 مباريات وسجل 25 هدف، وفي عام 1988 انتقل إلى نادي توتنهام هوتسبير، ولعب معهم حتى عام 1992، وقد شارك معهم في 112 مباراة وسجل 33 هدف، وفي عام 1992 انتقل إلى نادي لاتسيو الإيطالي، ولعب معهم حتى عام 1995، وقد شارك معهم في 47 مباراة وسجل 6 أهداف، وفي عام 1995 انتقل إلى نادي رينجرز الأسكتلندي، ولعب معهم حتى عام 1998، وشارك معهم في 104 مباريات وسجل 39 هدف، وفي عام 1998 انتقل إلى نادي مدلزبرة، ولعب معهم حتى عام 2000، وشارك معهم في 48 مباراة وسجل 4 أهداف، وفي عام 2000 انتقل إلى نادي إيفرتون، ولعب معهم حتى عام 2002، وقد شارك معهم في 38 مباراة وسجل هدف واحد، وفي عام 2002 انتقل إلى نادي بيرلني، ولعب معهم 6 مباريات، وفي عام 2003 انتقل إلى نادي غانسو تيانما، ولعب معهم 4 مباريات وسجل هدفين، وفي موسم 2004/2005 انتقل إلى نادي بوستون يونايتد، ولعب معهم 6 مباريات وسجل هدف واحد.
و قد لعب مع منتخب إنجلترا لكرة القدم بين عامي 1988 و1998، وقد شارك معهم في 57 مباراة وسجل 10 أهداف.

## روابط خارجية
- بول غاسكوين على موقع IMDb (الإنجليزية)
- بول غاسكوين على موقع ألو سيني (الفرنسية)
- بول غاسكوين على موقع ميوزك برينز (الإنجليزية)
- بول غاسكوين على موقع إن إن دي بي (الإنجليزية)
- بول غاسكوين على موقع ديسكوغز (الإنجليزية)
- بول غاسكوين على موقع قاعدة بيانات الفيلم (الإنجليزية)
- بول غاسكوين على موقع الاتحاد الدولي (مؤرشف)  (الإنجليزية)
- بول غاسكوين على موقع الاتحاد الأوربي (الإنجليزية)
- بول غاسكوين على موقع قاعدة بيانات كرة القدم.إي يو (الإنجليزية)
- بول غاسكوين على موقع ليكيب (الفرنسية)
- بول غاسكوين على موقع ناشيونال فوتبول تيمز (الإنجليزية)
- بول غاسكوين على موقع Soccerbase.com (لاعب) (الإنجليزية)
- بول غاسكوين على موقع عالم كرة القدم.نت (الإنجليزية)